# Queréstrato
Queréstrato (en griego antiguo: Χαιρέστρατος) fue un antiguo alfarero ático de alrededor de los años 500 a. C.
No se le puede atribuir ninguna obra, su nombre solo se ha transmitido por escrito. Se le menciona en el Komastai del comediógrafo Frínico. Es uno de los raros casos en que los nombres de los artesanos han sido transmitidos en la literatura. Además, el nombre también aparece como inscripción kalós en los vasos de Duris, pero no está claro si la misma persona se esconde detrás de ambas menciones.